# Parque nacional Conway
Conway es un parque nacional en Queensland (Australia), ubicado a 911 km al noroeste de Brisbane y aproximadamente a 30 km al este de Proserpine.

## Datos
- Área: 225,00 km²
- Coordenadas: 20°15′48″S 148°45′54″E / -20.26333, 148.76500
- Fecha de Creación: 1938
- Administración: Servicio para la Vida Salvaje de Queensland
- Categoría IUCN: II

Véase también:
- Zonas protegidas de Queensland